# Seututie 545
Pour les articles homonymes, voir Route 545.
La route régionale 545 (finnois : Seututie 545) est une route régionale allant de Suonenjoki jusqu'à Vesanto en Finlande,,.

## Présentation
La seututie 545 est une route régionale de Savonie du Nord. 

## Parcours
- centre de Suonenjoki
- Kerkonkoski, Rautalampi
- Vaajasalmi, Rautalampi
- Iisvesi, Suonenjoki
- Centre de	Vesanto